# Bruno Ngotty
Bruno Ngotty (Lyon, 10 juni 1971) is een voormalig Franse voetballer. Zijn wortels liggen in het Afrikaanse land Kameroen. Normaal gesproken speelde hij als verdediger.

## Olympique Lyon
Bruno Ngotty begon zijn professionele voetbalcarrière bij de Franse club Olympique Lyonnais. Het eerste seizoen dat hij deel van de hoofdselectie van de club uitmaakte, was het seizoen 1988/1989. Datzelfde seizoen won hij met Lyon de Ligue 2, wat promotie naar de hoogste afdeling in het Franse voetbal, de Ligue 1, betekende. Vanaf het seizoen 1991/1992 een vaste waarde voor de club. Dat seizoen en die zouden volgen speelde Ngotty bijna alle wedstrijden. In de zomer van 1995 besloot N'Gotty te vertrekken bij Olympique Lyon om bij een andere Franse club te spelen. Voor Lyon speelde hij in totaal 143 wedstrijden. Daarin wist hij tien keer het net te vinden.

## Paris Saint-Germain
In de zomer van 1995 maakte Bruno Ngotty de overstap van Olympique Lyon naar de grootste club van de Franse hoofdstad, Paris Saint-Germain. Daar werd hij, onder andere samen met Youri Djorkaeff, gepresenteerd als een van de nieuwe aanwinsten voor het seizoen 1995/1996. Bij de club die speelt in het Parc des Princes werd hij een belangrijke speler. Zo maakte hij deel uit van de selectie die in 1996 de Europacup II won. Sterker nog, in de finale tegen Rapid Wien was het Ngotty die het enige en dus beslissende doelpunt scoorde. Het jaar daarop wist hij met PSG de finale weer te bereiken, maar dit keer ging die met 1-0 verloren tegen FC Barcelona. Na drie seizoenen Paris Saint-Germain vertrok Ngotty voor het eerst naar het buitenland. Voor PSG speelde hij in totaal tachtig wedstrijden. Scoren deed hij daarin zeven keer.

## AC Milan en Venezia
Bruno Ngotty werd in de zomer van 1998 aangetrokken door de Italiaanse topclub AC Milan. Daar zou hij samen met onder andere Paolo Maldini en Alessandro Costacurta een sterke verdediging moeten vormen. In zijn eerste seizoen kwam hij vaak tot spelen en was mede daardoor een aandeel in het behalen van het landskampioenschap van Italië in 1999. Het seizoen dat zou volgen kwam hij echter haast niet tot spelen toe. Daarom werd hij de rest van het seizoen uitgeleend aan Venezia. Na dat jaargang 1999/2000 vertrok Bruno Ngotty uit Italië. Voor Milan speelde hij in totaal 34 wedstrijden, waarin hij één keer scoorde. Bij Venezia verscheen hij zestien keer op het veld, zonder te scoren.

## Olympique Marseille
In 2000 keerde Bruno Ngotty terug naar zijn geboorteland Frankrijk. Daar ging hij spelen voor de topclub Olympique Marseille. Hij kwam veel aan spelen toe, maar het bleek geen goed seizoen voor Marseille te zijn. Het eindresultaat in de competitie was een vijftiende plaats. Dit was slechts één plek boven de degradatiestreep. Vanwege teleurstellende prestaties werd hij het seizoen erop verhuurd aan de Bolton Wanderers. Daar zat hij wel lekker in zijn vel en een jaar later werd hij definitief overgenomen door de Engelse club. Voor Olympique Marseille speelde de verdediger bij elkaar 31 wedstrijden. Scoren deed hij daarin niet.

## Bolton Wanderers
In het seizoen 2001/2002 kwam Bruno Ngotty op huurbasis uit voor Bolton Wanderers. Aanvankelijk wilde hij niet spelen bij de Engelsen, maar uiteindelijk besloot hij toch de overstap te maken. Zijn debuut maakte hij in een gelijkspel tegen de Blackburn Rovers. Zijn eerste doelpunt was tijden eens 3-1-verlies tegen de tweede club van Liverpool, Everton FC. Ngotty viel goed in de smaak bij Bolton, wat resulteerde in een definitieve overname in het seizoen 2002/2003. Nu werd hij een echte vaste waarde* Ligue 2: voor de Wanderers en maakte dan ook deel uit van de succesvolle prestaties in de competitie die periode. In 2005 werd Ngotty zelfs tot speler van het jaar gekozen door de Boltonfans. Hij was van plan zijn carrière af te sluiten bij Bolton, toenmalig manager Sam Allardyce wilde de gemiddelde leeftijd verlagen, waardoor Ngotty mocht vertrekken bij Bolton. Hij speelde in totaal 148 wedstrijden voor The Trotters, waarin hij vier keer scoorde.

## Birmingham City en Leicester City
Na zijn gedwongen vertrek bij Bolton tekende Bruno Ngotty een contract bij Birmingham City. Die club kwam destijds uit in de Football League Championship. Het was de bedoeling Birmingham te laten promoveren naar de Premier League. Dit lukte ook en Ngotty werd een verlengcontract aangeboden, maar hij nam deze niet aan. In plaats daarvan besloot hij op het tweede niveau van Engeland te spelen en tekende een contract bij Leicester City. Voor Birmingham speelde Bruno Ngotty in totaal 25 wedstrijden, waarin hij eenmaal scoorde. Ook bij Leicester City gold N'Gotty als basisspeler. Hij speelde in zijn eerste seizoen voor de club 38 keer. In zijn tweede, en tevens laatste seizoen, verzeilde hij op de bank. In oktober 2008 werd hij voor enkele maanden verhuurd aan derdeklasser Hereford United waar hij 8 matchen voor speelde. Dit waren meteen ook zijn laatste wedstrijden want Ngotty speelde na z'n uitleenbeurt aan Hereford geen enkele wedstrijd meer voor Leicester. Hij stopte aan het eind van het seizoen met profvoetbal.

## Amateurvoetbal
In 2011 maakte Ngotty zijn rentree bij AS Lattes in de Division Honneur Languedoc-Roussillon (zesde niveau). In het seizoen 2013/14 speelde hij voor Belleville-St-Jean-d’Ardières in de Division Honneur Rhône-Alpes. Daar was hij van 2015 tot 2017 trainer.

## Interlandcarrière
Bruno Ngotty maakte zijn debuut voor het Franse nationale team op 17 augustus 1994, in een oefenduel tegen Tsjechië dat eindigde in een 2-2 gelijkspel. Die wedstrijd vormde hij een verdediging samen met Jocelyn Angloma, Laurent Blanc en collega-debutant Lilian Thuram. Na deze wedstrijd moest Ngotty echter meer dan twee jaar wachten totdat hij weer voor zijn land uit mocht komen. Op 26 februari 1997 speelde hij ook mee in de interland tegen het Nederlands Elftal. Die wedstrijd kwam hij als invaller voor debutant Patrick Vieira in het veld. Frankrijk won die wedstrijd met 2-1. In totaal speelde Ngotty zes interlands, waarin hij niet wist te scoren. De laatste was in 1997 tegen Italië.

## Erelijst
- Ligue 2: 1989 (Olympique Lyon)
- Europacup II: 1996 (Paris Saint-Germain)
- Vice-kampioen Ligue 1: 1996, 1997 (Paris Saint-Germain)
- Vice-kampioen Europacup II: 1997 (Paris Saint-Germain)
- Coupe de France: 1998 (Paris Saint-Germain)
- Coupe de la Ligue: 1998 (Paris Saint-Germain)
- Trophée des Champions: 1998 (Paris Saint-Germain)
- Serie A: 1999 (AC Milan)
- Vice-kampioen League Cup: 2004 (Bolton Wanderers)
- Premier League Asia Trophy: 2005 (Bolton Wanderers)
- Vice-kampioen The Championship: 2007 (Birmingham City)